# Dos mundos (evolución + tradición)
Dos mundos es el nombre del decimotercer álbum de estudio grabado por el cantante mexicano Alejandro Fernández, Fue lanzado al mercado bajo el sello discográfico Fonovisa el 8 de diciembre de 2009.

## Información sobre el álbum
«Dos mundos» son dos álbumes de estudio de Alejandro Fernández con dos géneros diferentes en cada uno. Dos mundos: Evolución incluye canciones grabadas en Pop latino, mientras que Dos mundos: Tradición incluye canciones registradas en regional mexicano. El álbum se vendió en dos discos por separado y en una edición especial que incluye ambos discos bajo el título de Dos mundos (Evolución + Tradición) que incluye el bonus track «Celebración de amor» dentro del disco Evolución.

## Lista de canciones

### Dos mundos: evolución
| N.º   | Título                              | Escritor(es)                                                        | Duración |  |
| 1.    | «Me hace tanto bien»                | Donato Póveda · Pedro Dabdoub · Carlos Law                          | 3:08     |  |
| 2.    | «Cuando digo tu nombre (mejor)»     | Leonel García                                                       | 3:19     |  |
| 3.    | «Se me va la voz»                   | Roy Tabaré                                                          | 4:03     |  |
| 4.    | «Cómo me duele (Cielo de acuarela)» | Mario Domm · Lex Jano                                               | 4:00     |  |
| 5.    | «Tu amor perdí»                     | Pedro Dabdoub · Carlos Law                                          | 3:46     |  |
| 6.    | «Dibujando un corazón (más allá)»   | Gian Marco Zignago                                                  | 3:45     |  |
| 7.    | «De nada sirve hablar»              | Gian Marco Zignago                                                  | 3:01     |  |
| 8.    | «No lo beses»                       | José Luis Ortega · Andreas Zanetti · Lex Jano                       | 3:33     |  |
| 9.    | «Una lágrima en el corazón»         | Kike Santander                                                      | 3:58     |  |
| 10.   | «Imagina»                           | Gian Marco Zignago                                                  | 3:51     |  |
| 11.   | «Mañana es para siempre»            | Jorge Eduardo Murguía Pedraza · Mauricio López De Arriaga Hernández | 3:35     |  |
| 40:00 |                                     |                                                                     |          |  |

| Edición especial (evolución + tradición) |                       |                |          |  |
| N.º                                      | Título                | Escritor(es)   | Duración |  |
| 12.                                      | «Celebración de amor» | Áureo Baqueiro | 3:38     |  |
| 43:38                                    |                       |                |          |  |

### Dos mundos: tradición
Todas las canciones escritas y compuestas por Joan Sebastian, excepto el sencillo «Mi rechazo» compuesta por Marco Antonio Solís. 
| N.º   | Título                          | Duración |  |
| 1.    | «Pecadora»                      | 3:47     |  |
| 2.    | «Me dueles»                     | 2:57     |  |
| 3.    | «Estuve»                        | 3:16     |  |
| 4.    | «Unas nalgadas»                 | 2:37     |  |
| 5.    | «Bandida»                       | 3:36     |  |
| 6.    | «Nada de ti»                    | 3:05     |  |
| 7.    | «La seven» (con Joan Sebastian) | 3:16     |  |
| 8.    | «La historia que no»            | 3:25     |  |
| 9.    | «Ya se acabó»                   | 2:49     |  |
| 10.   | «Mi rechazo»                    | 3:35     |  |
| 11.   | «Maldita costumbre»             | 3:05     |  |
| 35:49 |                                 |          |  |